# Рода-Жиль, Этьен
Этье́н Рода́-Жиль (фр. Étienne Roda-Gil, при рождении Эстеве Рода-и-Жил, кат. Esteve Roda i Gil; 1 августа 1941, Монтобан, Франция — 28 мая 2004, Париж, Франция) — французский поэт и писатель, автор песен и диалогист каталонского происхождения, близок к анархо-синдикалистам. Автор песни «Махновщина», посвященной Нестору Махно и его анархистскому движению.

## Биография
Родился в семье выходцев из Каталонии, испанских республиканцев, которые после победы режима Франко эмигрировали во Францию. Его родным языком был каталонский, также знал несколько других европейских языков.
Написал песню «Makhnovtchina» («Махновщина», 1960-е годы) на мотив «Розпрягайте, хлопці, коней» и «По долинам и по взгорьям». Которая была переведена на русский язык в 1990-е годы неизвестным переводчиком и опубликована в 2002 году.

## Сочинения
- L'ami. Toulouse: CNT, s.a. (La Nouvelle idéale, 18).
- Julien Clerc (amb Danièle Heymann i Lucien Rioux), Seghers, 1971
- La Porte marine. Paris: Seuil, 1981. ISBN 2020057913.
- Mala Pata, Seuil, 1992
- Moi, Attila, 1993
- Ibertao. Paris: Stock, 1995. ISBN 2234044340.
- Roda-Gil, Étienne (antologia i presentació). Paroles libertaires. Paris: Albin Michel, 1999 (Paroles). ISBN 2-226-10138-1.
- Terminé, Verticales, 2000